# Servizio Informazioni Operative e Situazione
Die Bezeichnung Servizio Informazioni Operative e Situazione (SIOS)  (deutsch Nachrichtendienst für operatives Nachrichtenwesen und Lagebeurteilung) wurde in den italienischen Streitkräften von 1949 bis 1997 für drei nachrichtendienstliche Organisationen (G2/A2) verwendet, die jeweils den Generalstäben von Heer, Marine und Luftwaffe unterstanden.
Das Personal der drei SIOS-Dienste kam u. a. auch von den Carabinieri und hatte vorwiegend Sicherheits- und Spionageabwehraufgaben im Rahmen der Teilstreitkräfte zu erfüllen. Einige Stellen waren auch für nachrichtendienstliche Aufgaben zuständig, vorwiegend im Bereich der Fernmeldeaufklärung. Der SIOS-Dienst der Luftwaffe (SIOS-Aeronautica) soll sich auch mit UFOs beschäftigt haben. Darüber hinaus spielte er auch bei den Behinderungen der Ermittlungen nach dem Flugzeugabsturz von Ustica eine Rolle.
Die drei SIOS-Dienste wurden in bestimmten Bereichen vom Nachrichtendienst des Verteidigungsministeriums, dem SISMI (bzw. von dessen Vorgänger SID und SIFAR) koordiniert. Als im Jahr 1997 im Rahmen einer Militärreform der Generalstab der Streitkräfte gegenüber den Generalstäben der Teilstreitkräfte deutlich aufgewertet wurde, legte man die drei SIOS-Dienste und Einheiten zur Elektronischen Kriegführung zusammen und gründete das neue Centro Intelligence Interforze, das der 2. Abteilung (J2 - II RIS) des Generalstabs der Streitkräfte untersteht. Der eher allgemein ausgerichtete SISMI hatte bis 2007 weiterhin Koordinierungszuständigkeiten zur Festlegung der Arbeitsteilung im militärischen Bereich.